# The Bravados
The Bravados (El vengador sin piedad en España) es una película de 1958 (color por DeLuxe) dirigida por Henry King, protagonizada por Gregory Peck y Joan Collins y rodada en CinemaScope. Está basada en una novela del mismo nombre escrita por Frank O'Rourke.

## Argumento

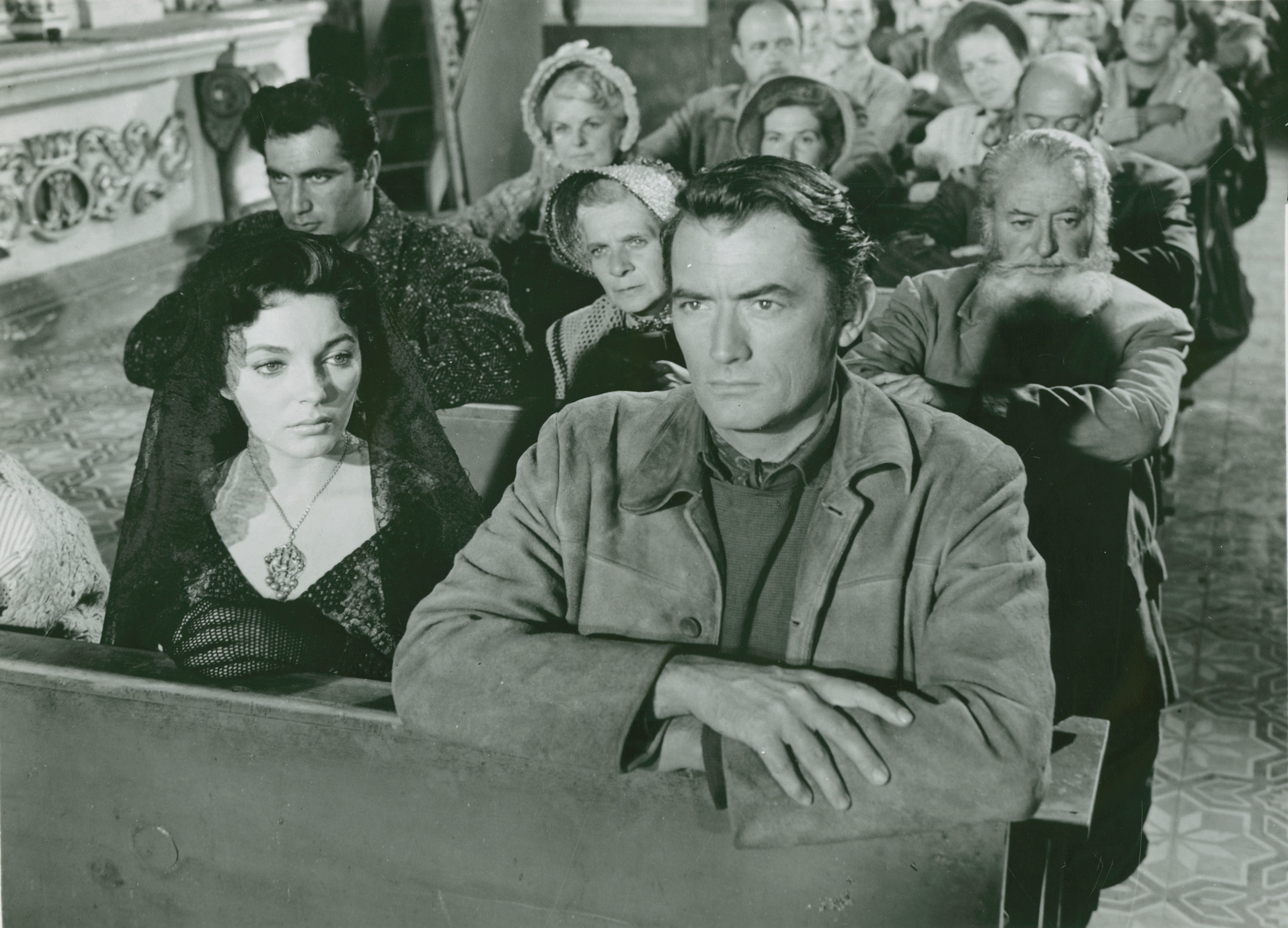
Joan Collins y Gregory Peck en una escena de la película.

Jim Douglas (Gregory Peck) es un granjero que persigue a cuatro forajidos tras el asesinato de su mujer seis meses antes. Cabalga hasta un pueblo llamado Río Arriba, donde los cuatro hombres, Alfonso Parral (Lee Van Cleef), Bill Zachary (Stephen Boyd), Ed Taylor (Albert Salmi) y Lujan (Henry Silva), aguardan la horca. El sheriff Eloy Sánchez (Herbert Rudley) deja que Douglas los vea.
En el pueblo, Douglas conoce a Josefa Velarde (Joan Collins) una antigua novia de Nueva Orleans. Otros vecinos son Gus Steimmetz, su hija Emma (Kathleen Gallant) y su prometido (Barry Coe).
El verdugo llega al pueblo y con la excusa de evaluar a los hombres para la soga, acuchilla al sheriff y los forajidos escapan. El sheriff herido aún puede matar al falso verdugo y llegar a la iglesia donde el pueblo está reunido. Varios vecinos salen tras ellos sin mucho tino, pero Douglas espera hasta la mañana. 
Douglas, gran rastreador, caza a Parral, quien suplica por su vida. Douglas le mata. Luego hace lo mismo con Taylor. Los dos fugitivos restantes logran llegar a casa de John Butler (Gen Evans), un minero y vecino de Douglas. Zachary mata a Butler y después Lujan le roba un saco de monedas. Ven jinetes acercándose y escapan. Son Josefa y Douglas que encuentran a Emma, violada por Zachary, en la casa.
Douglas vuelve a su rancho para conseguir caballos frescos, deja a Josefa con su hija. En la frontera mexicana, Douglas encuentra a Zachary en una cantina y le mata. Finalmente encuentra a Lujan, que tiene mujer e hijo. Douglas se despista y la mujer lo deja inconsciente de un golpe. Cuando despierta Lujan insiste en que nunca ha visto a la mujer de Douglas. Pero Douglas señala el inconfundible saco de las monedas. Lujan explica que tomó la bolsa del cadáver de Butler. Douglas se da cuenta de que Butler fue quién mató a su mujer.
Ahora sabiendo que los cuatro hombres no habían tenido nada que ver con la muerte de su mujer, Douglas se siente culpable y vuelve al pueblo. El sacerdote (Andrew Duggan) le dice que hizo lo correcto y que, en todo caso, eran unos asesinos. La gente del pueblo aclama su valor cuando sale de la iglesia. 

## Reparto
- Gregory Peck (Jim Douglas)
- Joan Collins (Josefa Velarde)
- Stephen Boyd (Bill Zachary)
- Albert Salmi (Ed Taylor)
- Henry Silva (Lujan)
- Kathleen Gallant (Emma Steimmetz)
- Barry Coe (Tom)
- George Voskovec (Gus Steimmetz)
- Herbert Rudley (Elroy Sánchez)
- Lee Van Cleef (Alfonso Parral)
- Andrew Duggan (Padre)
- Ken Scott (Primo)
- Gene Evans (John Butler)
- Joe DeRita (Sr. Simms)
- Robert Adler (Tony Mirabel)
- Ada Carrasco (Sra. Parral)

La película es notable por incluir un papel serio en la carrera del cómico Joe DeRita, el "Curly-Joe" de los Three Stooges.

## Recepción

### Respuesta crítica
The New York Times , dijo que The Bravados emerge con el sello inconfundible de Henry King, quien rodó en áreas de México (Michoacán) y Jalisco en cañones, montañas, bosques y cascadas naturales. Pero lo que sobresale es esa persecución siniestra en su tratamiento."
Más recientemente, Dennis Schwartz dijo que el equipo de Gregory Peck con el director Henry King funciona de forma excelente. El mensaje religioso es innecesario para una película que tiene tantos valores de producción y potencial para ser una de las grandes.

### Premios
Gana
- National Board NBR Premio, Mejor Actor De apoyo, Albert Salmi; 1958.

## Canción
En 1962 el cantante francés John William interpretó la canción del mismo título Les Bravados donde resumía la trama de la película: « quatre hommes, les bravados et desperados, en fuite sous le soleil, ne verront jamais le ciel... poursuivis depuis longtemps par un étranger... Certains d'entre eux vont mourir par erreur, atteints par un fusil vengeur... Un seul survivra demain... Ils n'ont pas tué, pourtant ils vont payer... C'est le prix du sang. Pour cet étranger, les bons sont les méchants ».